# 4982 Bartini
4982 Bartini este un asteroid din centura principală, descoperit pe 14 august 1977 de Nikolai Cernîh.